# Stibara rufina
Stibara rufina là một loài bọ cánh cứng trong họ Cerambycidae.